# 阿拉伯文学
阿拉伯文学（英语；阿拉伯文：‎），是指阿拉伯民族创造的，以阿拉伯文字为载体形象化地反映阿拉伯文化风貌的艺术，表现形式包括戏剧、诗歌、小说、散文等，以不同的形式亦或体裁表现阿拉伯民族内心情感与思想；同时再现一定历史时期和一定地域的社会文化生活风貌。
阿拉伯文学亦是东方文学的一个重要组成部分，是东西方比较文学的一个重要研究对象。

## 说明
最初指阿拉伯半岛的文学，以后指各个阿拉伯帝国的文学，到近代和现代则为阿拉伯各国的文学。

## 划分

### 文学样式角度
- 古兰经
- 诗歌
- 小说
- 非小说文学

### 历史角度
- 贾希利叶(蒙昧)时期（474-622）
- 早期伊斯兰和伍麦叶王朝时期（622-750）
- 阿拔斯王朝时期（750-1258）
- 奥斯曼王朝时期（1258-1798）
- 近现代时期（1798-）[1]

### 特点角度
- 英雄时代
- 发展时代
- 黄金时代
- 白银时代

### 地域国别角度
- 亚洲阿拉伯国家文学
  - 沙姆地区阿拉伯国家文学
  - 海湾地区阿拉伯国家文学
  - 阿拉伯半岛区阿拉伯国家文学

- 非洲的阿拉伯国家文学
  - 尼罗河流域阿拉伯国家文学
  - 西北非地区/马格里布地区阿拉伯国家文学

## 评价
阿拉伯文学是世界上最古老、最有成就的文学之一。

## 著名人物

### 作家
- 卡西姆·艾敏（1865-1908）
- 穆斯塔法·卡米勒（1874-1908）
- 赛阿德·宰额鲁勒（卒于1927年）
- 叶阿古卜·赛鲁夫（1852-1927）
- 埃及作家穆斯塔法·曼法鲁蒂（1876-1924）
- 塔哈·侯赛因
- 纪伯伦

### 诗人
- 阿里·艾哈迈德·赛义德，叙利亚诗人。[2]
- 馬哈茂德·達爾維什

### 小说家
- 乔治·宰丹/杰尔吉·宰丹(Jurji Zaydan，1861～1914)
- 纳吉布·马哈福兹

## 各国相关研究
- 英国汉密尔顿·亚历山大·罗斯奇恩·基布（英语：Hamilton Alexander Rosskeen Gibb）(Sir Hamilton Alexander Rosskeen Gibb 1895 - 1971)的《阿拉伯文学简史》（陆宯修、姚俊德译，人民文学出版社，1980年）
- 埃及绍基·戴夫（Shawqī Dayf 1910-2005）的《阿拉伯埃及近代文学史》（李振中译，人民文学出版社，1980年）

- 黎巴嫩汉纳·法胡里（Hannā al-Fākhūrī 1916- ）的《阿拉伯文学史》（郅溥浩译，人民文学出版社，1990年，ISBN：9787227037392）

- 伊宏著《阿拉伯文学简史》（海南出版社，1993年）

- 蔡伟良、周顺贤著《阿拉伯文学史》（上海外语教育出版社，1998年）

- 仲跻昆著《阿拉伯文学通史》2010年[3]